# 妙泉坊

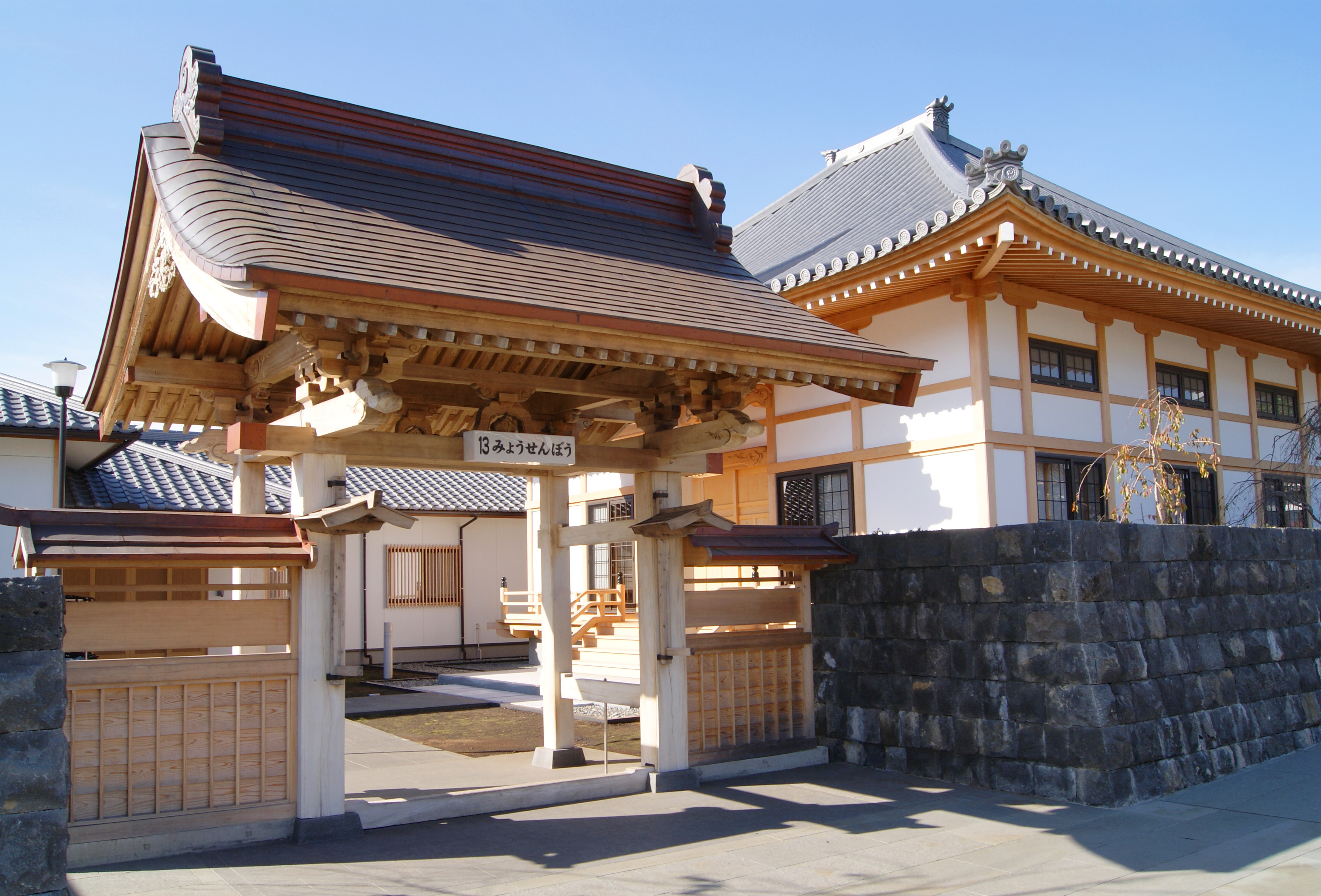
妙泉坊（2009年11月撮影）

妙泉坊（みょうせんぼう）は、日蓮正宗総本山大石寺の塔中坊の一つ。

## 歴史
- 1969年（昭和44年）11月21日 - 第66世法主日達の発願、開基として建立される。
- 初代住職は、光久（妙泉阿闍梨）諦顕（後の常布院日康御尊能化、現・妙縁寺住職）、二代住職は八木日照尊能（現・総監、法道院主管、在任中は大石寺主任理事を務めた）。
- 2008年（平成20年）12月8日 - 立正安国論正義顕揚750年記念局総本山総合整備事業の一環として改築される。